# Centrum Locika

Logo Centra LOCIKA

Centrum Locika je nezisková organizace, která poskytuje pomoc dětem zasaženým násilím v rodině. Vznikla v roce 2015 a sídlí v Praze. Její zakladatelkou a ředitelkou je Petra Wünschová. Organizace je součástí mezinárodní sítě Barnahus center, která pomáhají dětem, které jsou obětí násilí v rodině, nebo jeho svědky.
Centrum LOCIKA pracuje s klienty osobně, zároveň o tématu násilí v rodině vzdělává i veřejnost. V roce 2022 vyhrála cenu EDUína za realizaci konkrétních kroků pro ochranu dětí před násilím ve škole i v rodině, tvorbu pomocných materiálů a poskytování vzdělávacích služeb. LOCIKA taky v době pandemie COVID-19 spustila chat Dětství bez násilí, přes který pomáhá distančně dětem po celé České republice.

## Iniciativa Dětství bez násilí
V roce 2023 vznikla na Den dětí Iniciativa Dětství bez násilí, které je Centrum LOCIKA spolutvůrce. Hlavní myšlenkou je, aby Česká republika zlepšila ochranu dětí před násilím.  Jedním z cílů Iniciativy je zakotvit v občanském zákoníku nepřijatelnost tělesného trestání dětí. Nová právní úprava nebude rodiče kriminalizovat a nezavádí pro ně postihy.

## Dětské advokační centrum
V září 2022 vzniklo České republice první Dětské advokační centrum, které založilo Centrum LOCIKA. Poskytuje specializovanou pomoc dětským obětem násilí v rodině.
Podle analýzy Centra LOCIKA děti musejí v průběhu řešení případu násilí v rodině mluvit až s devětadvaceti osobami na patnácti různých místech. V Dětském advokačním centrum je to naopak - místo toho, aby dítě obcházelo různé odborníky, přichází všichni odborníci do DAC za dítětem. Zde velmi úzce spolupracují a sdílejí mezi sebou odpovědnost za vedení případu.

## Akce Bubnovačka

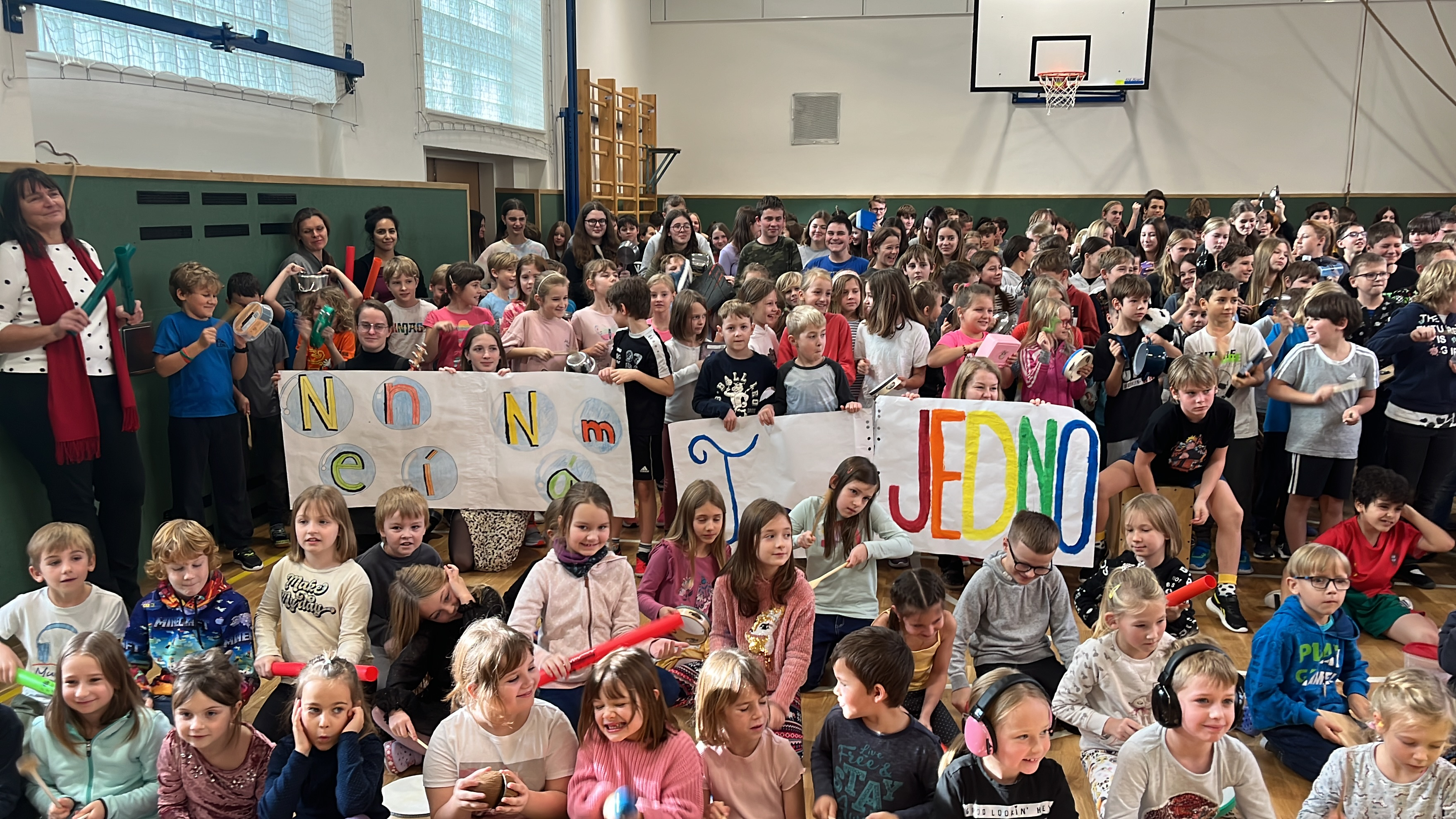
Akce Bubnovačka 2023 se zúčastnili i žáci ZŠ J. A. Komenského na Praze 6.

Bubnovačka je celorepubliková akce Centra LOCIKA, která upozorňuje na důležitost ochrany dětí před násilím v rodině. Účastníci bubnují, aby dali symbolicky hlas týraným dětem. Akce se koná každý rok kolem 19. listopadu, který je známý jako Světový den prevence týrání a zneužívání dětí. Zapojují se školy po celé republice, organizace, osobnosti, ale i jednotlivci. V roce 2023 udělil záštitu nad akcí prezident Petr Pavel. Akce se koná ve spolupráci se Slovenskem.